# Münchaurach

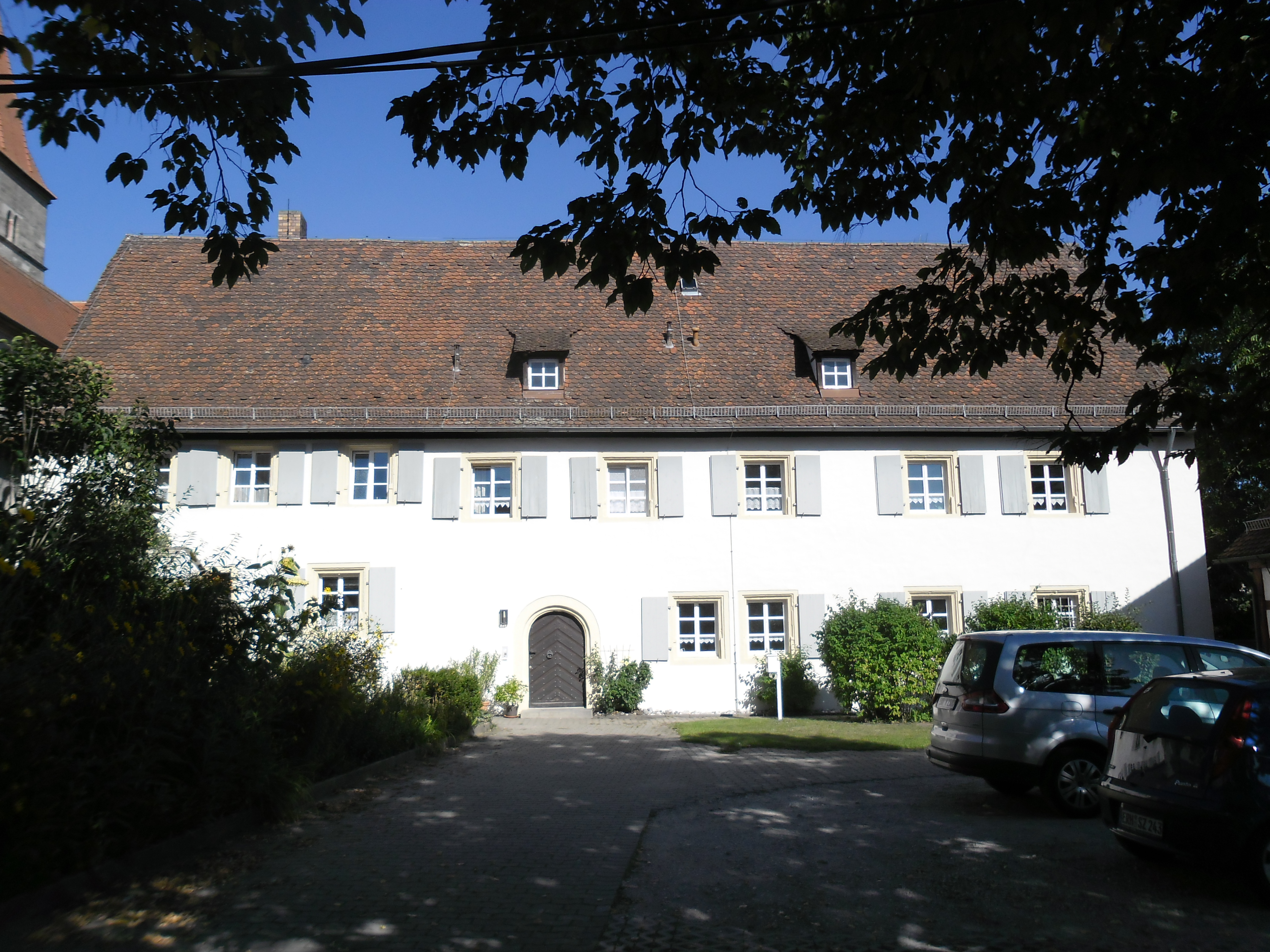
Pfarrhaus

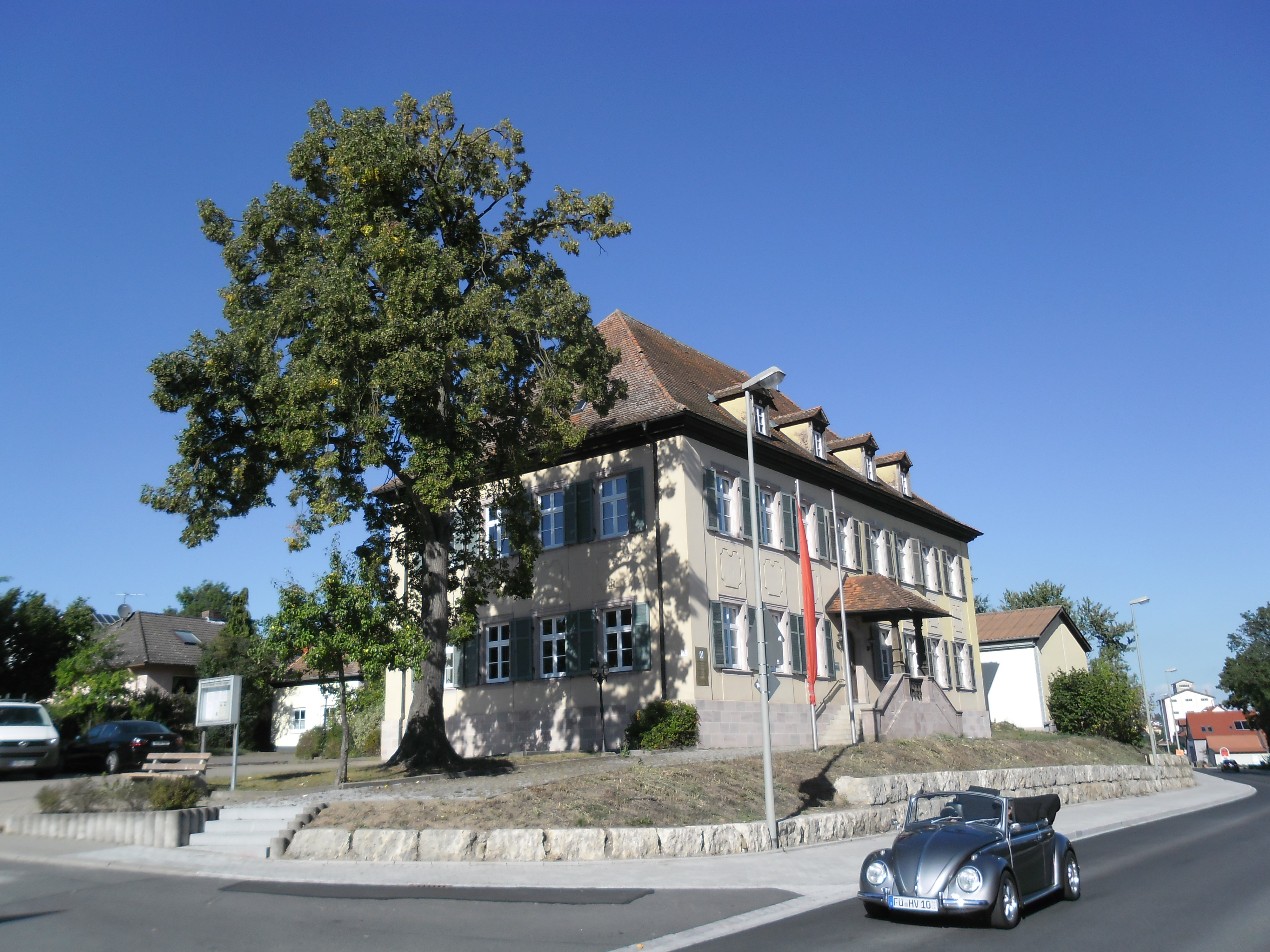
Rathaus

Münchaurach ist ein Gemeindeteil der Gemeinde Aurachtal im Landkreis Erlangen-Höchstadt (Mittelfranken, Bayern). Die Gemarkung Münchaurach hat eine Fläche von 5,799 km². Sie ist in 1158 Flurstücke aufgeteilt, die eine durchschnittliche Flurstücksfläche von 5008,14 m² haben. In ihr liegen neben dem namensgebenden Ort die Gemeindeteile Dörflas, Lenkershof und Nankenhof.

## Geografie
Durch das Pfarrdorf fließt die Mittlere Aurach. Es münden der Maidelsgraben und der Reichenbach als linke Zuflüsse in die Mittlere Aurach. Unmittelbar nordwestlich befindet sich ein Gewerbegebiet. Westlich des Ortes liegt das Flurgebiet Straßfeld, südlich liegt die Eisgruben, dahinter erhebt sich der Kühberg. Die Staatsstraße 2244 verläuft nach Neundorf (1 km südwestlich) bzw. nach Falkendorf (1,3 km östlich). Die Kreisstraße ERH 15 verläuft am Nankenhof vorbei nach Oberreichenbach (4 km nordwestlich) bzw. zur Kreisstraße ERH 13 (2,2 km südöstlich). Eine Gemeindeverbindungsstraße führt nach Dörflas (0,6 km nördlich).

## Geschichte
Zwischen 1124 und 1127 wurde das Benediktinerkloster Münchaurach von den Grafen Gozwin von Höchstadt und seinem Sohn Hermann von Stahleck gegründet und 1128 von Bischof Otto von Bamberg geweiht. 1450 wurde das Kloster im Ersten Markgrafenkrieg geplündert und musste in den Folgejahrzehnten unter hohem finanziellen Aufwand wieder aufgebaut werden. Während des Bauernkriegs wurde das Kloster im Jahr 1525 zum Teil eingeäschert. Mit der Einführung des lutherischen Kirchenregiments wurde das Kloster 1528 säkularisiert und ein Amt der Landeshauptmannschaft Neustadt an der Aisch. Von 1846 bis 1972 war Münchaurach Sitz eines evangelisch-lutherischen Dekanats.
Gegen Ende des 18. Jahrhunderts gab es in Münchaurach 32 Anwesen (Amtshaus, Pfarrhaus, Schulhaus, 2 Wirtshäuser, 1 Mühle, 1 Hof, 2 Halbhöfe, 3 Güter, 12 Häuser, 3 Tropfhäuser, 2 Hofhäuslein, Ziegelei, Badstube, Schmiede). Das Hochgericht übte das brandenburg-bayreuthische Fraischvogteiamt Emskirchen-Hagenbüchach aus. Die Dorf- und Gemeindeherrschaft hatte das brandenburg-bayreuthische Klosteramt Münchaurach. Alle Anwesen hatten das Klosteramt Münchaurach als Grundherrn.
1810 kam Münchaurach an das Königreich Bayern. Im Rahmen des Gemeindeedikts wurde 1811 der Steuerdistrikt Münchaurach gebildet, zu dem Dörflas, Dondörflein, Eckenmühle, Falkendorf, Grieshof, Hessenmühle, Lenkershof, Lenzenmühle, Mausdorf, Nankenhof, Neundorf und Oberniederndorf gehörten.
1813 wurden folgende Ruralgemeinden gebildet:
- Falkendorf mit Dörflas, Dondörflein, Eckenmühle, Hessenmühle, Lenkershof, Lenzenmühle und Nankenhof,
- Mausdorf mit Grieshof, Leitsmühle und Neundorf sowie
- Münchaurach[8]

Mit dem Zweiten Gemeindeedikt (1818) kamen zu Münchaurach die Orte Dörflas, Lenkershof und Nankenhof hinzu.
Die Gemeinde Münchaurach war in Verwaltung und Gerichtsbarkeit dem Landgericht Markt Erlbach zugeordnet und in der Finanzverwaltung dem Rentamt Neustadt an der Aisch. Am 1. April 1836 wurde die Gemeinde dem Landgericht Herzogenaurach zugewiesen, am 1. Oktober 1847 auch dem Rentamt Herzogenaurach. Ab 1862 gehörte Münchaurach zum Bezirksamt Höchstadt an der Aisch (1939 in Landkreis Höchstadt an der Aisch umbenannt) und weiterhin zum Rentamt Herzogenaurach (1919 in Finanzamt Herzogenaurach umbenannt, seit 1929: Finanzamt Erlangen) verwaltet. Die Gerichtsbarkeit blieb beim Landgericht Herzogenaurach (1879 in Amtsgericht Herzogenaurach umbenannt), seit 1959 ist es das Amtsgericht Erlangen. Die Gemeinde hatte eine Gebietsfläche von 5,773 km².
Am 1. Januar 1972 wurde Münchaurach im Zuge der Gebietsreform in Bayern in die neu gebildete Gemeinde Aurachtal eingegliedert.

### Baudenkmäler

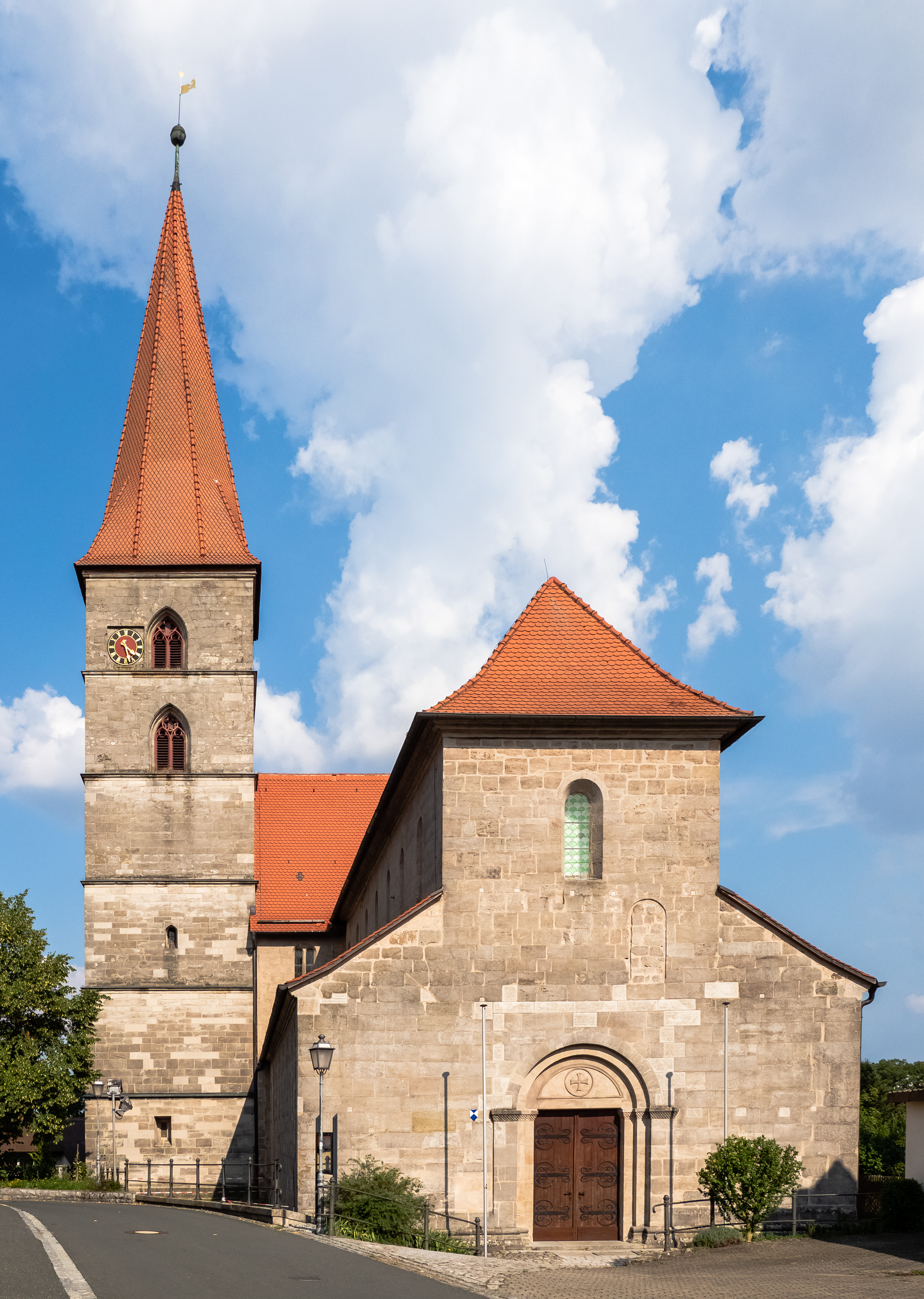
Die Kirche des ehemaligen Benediktinerklosters aus westlicher Blickrichtung

- St. Peter und Paul, evangelisch-lutherische Pfarrkirche, ehemalige Benediktinerklosterkirche
- Ehemalige Meierei des Klosters
- Ehemaliges Klostergefängnis
- Ehemalige Klostermühle
- Pfarrhaus, ehemaliger Klosterflügel
- Gemeindekanzlei
- Ehemaliges Pfarrhaus
- Diverse Wohn(stall)häuser

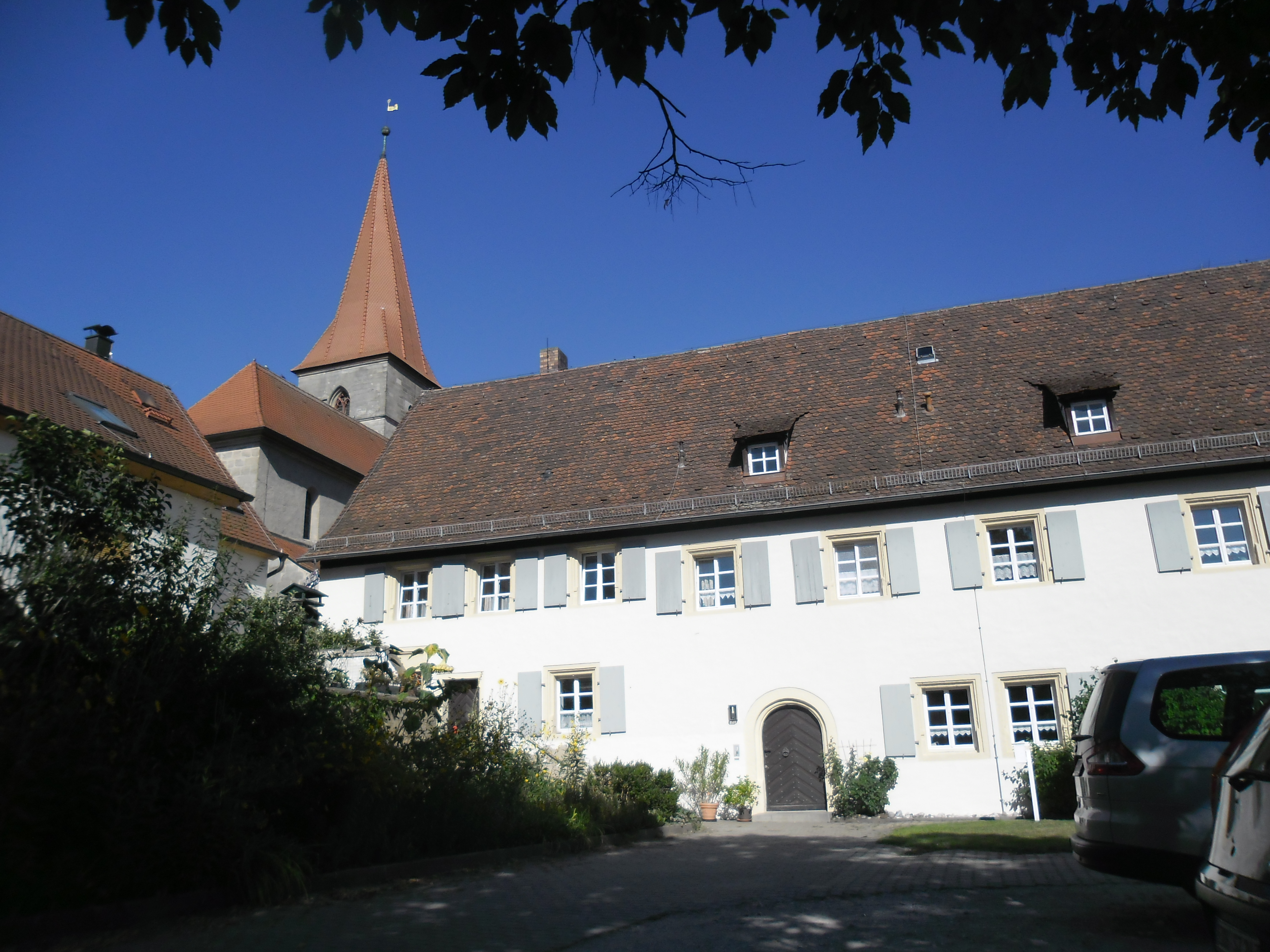
Ehemaliger Klosterhof mit Pfarrhaus
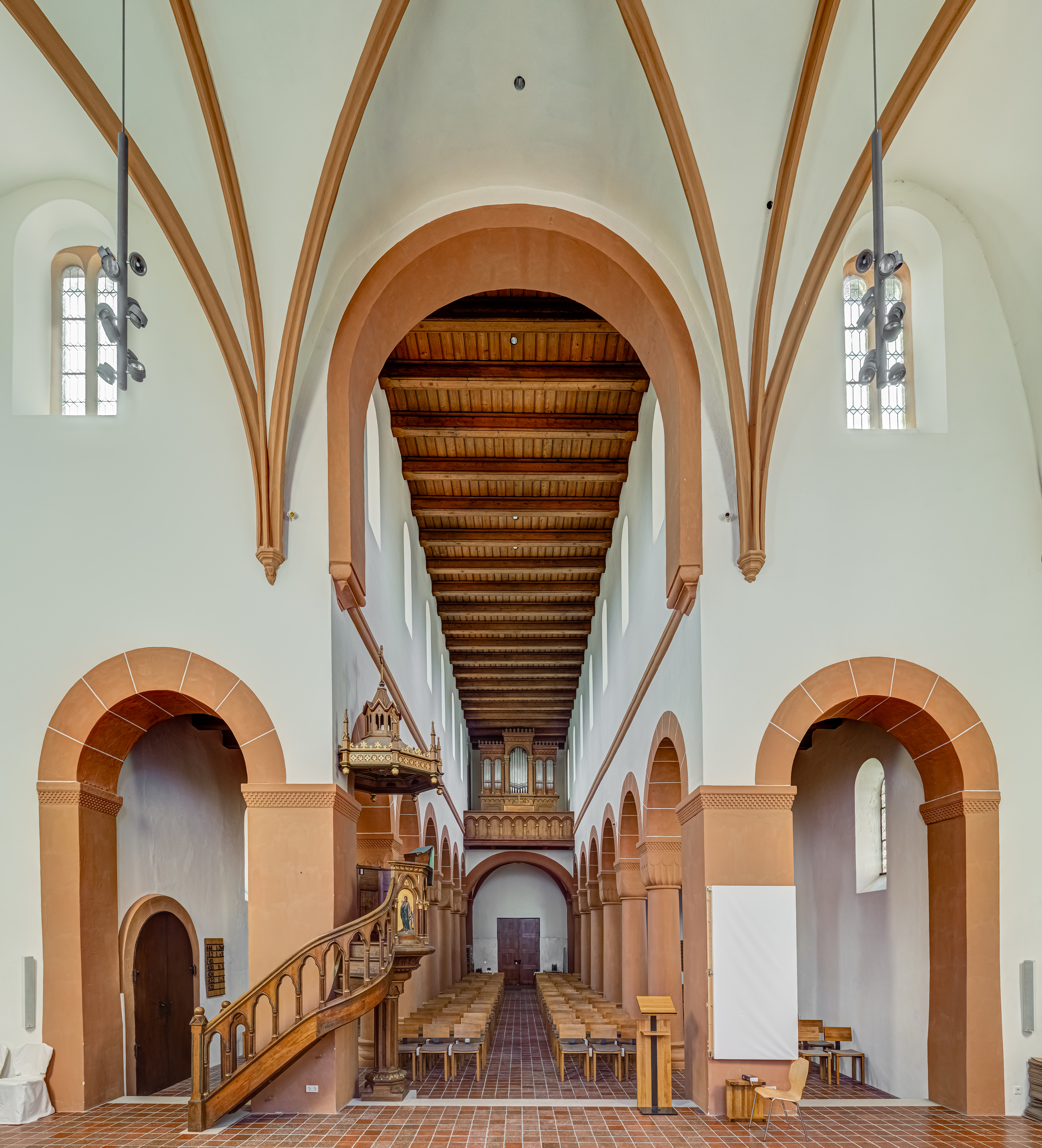
Innenraum der Klosterkirche
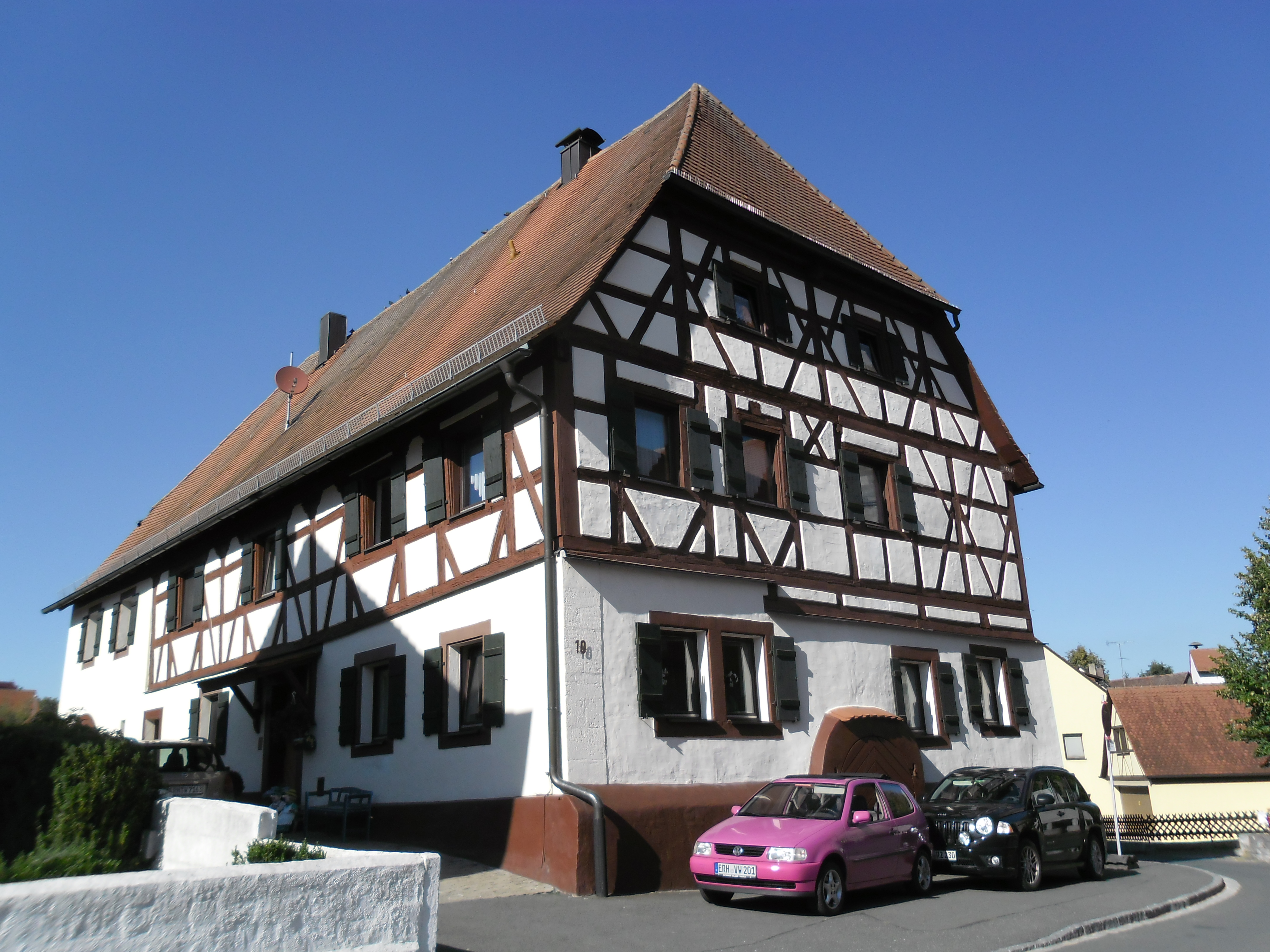
Fachwerkhaus mit Krüppelwalmdach
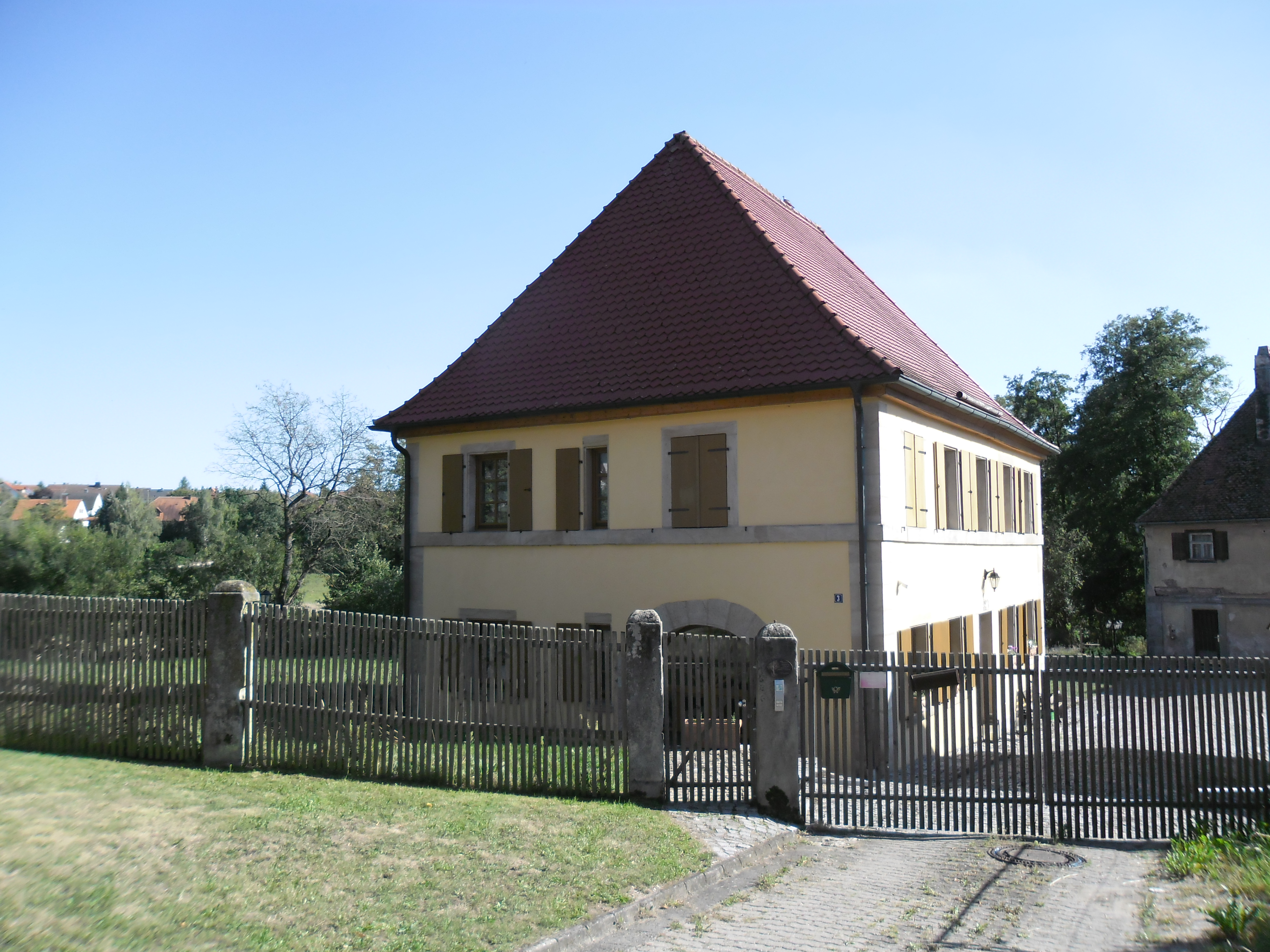
Kleines Walmdachhaus am Mühlberg 3

### Einwohnerentwicklung
Gemeinde Münchaurach
| Jahr      | 1818   | 1840   | 1852   | 1855   | 1861   | 1867   | 1871   | 1875   | 1880   | 1885   | 1890   | 1895   | 1900   | 1905   | 1910   | 1919   | 1925   | 1933   | 1939   | 1946   | 1950   | 1952   | 1961   | 1970   |
| Einwohner | 474    | 584    | 532    | 488    | 490    | 487    | 483    | 475    | 497    | 491    | 435    | 434    | 424    | 410    | 444    | 445    | 434    | 441    | 479    | 792    | 793    | 704    | 669    | 704    |
| Häuser    | 66     |        |        |        |        |        | 89     |        |        | 75     | 74     |        | 82     |        |        |        | 84     |        |        |        | 88     |        | 110    |        |
| Quelle    | [ 14 ] | [ 15 ] | [ 15 ] | [ 15 ] | [ 16 ] | [ 17 ] | [ 18 ] | [ 19 ] | [ 20 ] | [ 21 ] | [ 22 ] | [ 15 ] | [ 23 ] | [ 15 ] | [ 24 ] | [ 15 ] | [ 25 ] | [ 15 ] | [ 15 ] | [ 15 ] | [ 26 ] | [ 15 ] | [ 11 ] | [ 27 ] |

Ort Münchaurach
| Jahr      | 001818 | 001861 | 001871 | 001885 | 001900 | 001925 | 001950 | 001961 | 001970 | 001987 |
| Einwohner | 381    | 399    | 381    | 387    | 331    | 344    | 647    | 602    | 635    | 722    |
| Häuser    | 47     |        |        | 60     | 64     | 70     | 74     | 96     |        | 190    |
| Quelle    | [ 14 ] | [ 16 ] | [ 18 ] | [ 21 ] | [ 23 ] | [ 25 ] | [ 26 ] | [ 11 ] | [ 27 ] | [ 28 ] |

## Religion
Der Ort ist Sitz der Pfarrei St. Peter und Paul und seit der Reformation evangelisch-lutherisch geprägt. Die Katholiken sind nach St. Magdalena (Herzogenaurach) gepfarrt.

## Wanderwege
Durch den Ort führen die Fernwanderwege Aurach-Weg und Rangau-Ostweg.

## Persönlichkeiten
- Conrad Conradty (1827–1901), Industrieller